# Socialismo ou Barbárie

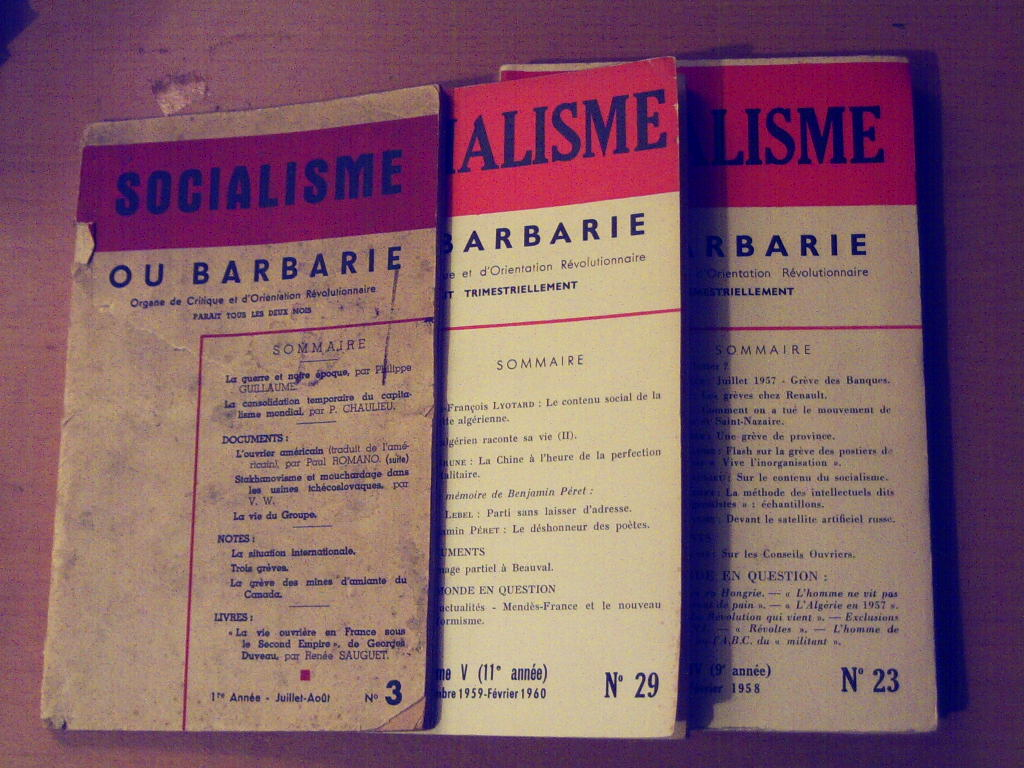
Alguns exemplares da revista Socialisme ou Barbarie

Socialismo ou Barbárie (em francês Socialisme ou barbarie; S ou B) foi um grupo socialista libertário radical francês do período pós-guerra, criado à volta da revista com o mesmo nome. Seu nome vem de uma frase de Rosa Luxemburgo usada em um ensaio de 1916, The Junius Pamphlet. O grupo existiu de 1948 até 1965. A personalidade que o animava era Cornelius Castoriadis, também conhecido como Pierre Chaulieu ou Paul Cardan.

## História
O grupo se originou na trotskista Quarta Internacional, onde Castoriadis e Claude Lefort constituíram a chamada Tendência Chaulieu-Montal no Partido Comunista Internacionalista francês, em 1946. Em 1948, eles experimentaram o seu "desencanto final com o trotskismo", levando-os a romperem com os trotskistas para formar o Socialismo ou Barbárie, cujo jornal começou a aparecer em março de 1949. Castoriadis mais tarde disse a respeito desse período 
"... a principal audiência do grupo e do jornal era formada por grupos da antiga esquerda radical: Bordigistas, comunistas de conselho, alguns anarquistas e alguns órfãos da "esquerda" alemã dos anos 1920"
Eles foram vinculados à Tendência Johnson-Forest, que se desenvolveu como um corpo de ideias dentro das organizações trotskistas americanas. Uma facção desse grupo formou mais tarde o grupo Facing Reality. Os primeiros tempos também trouxeram debates com Anton Pannekoek e um influxo de ex-bordiguistas para o grupo.
O grupo era composto tanto de intelectuais quanto de trabalhadores e concordavam com a ideia de que os principais inimigos da sociedade eram as burocracias que governavam o capitalismo moderno. eles documentaram e analisaram a luta contra a burocracia no jornal do grupo. A edição de número 13 (janeiro-março de 1954), por exemplo, era dedicada à Revolta de 1953 na Alemanha Oriental e às greves que pipocaram em vários setores de trabalhadores franceses naquele verão. Seguindo a crença de que o que a luta diária que a classe trabalhadora encarava era o conteúdo real do socialismo, os intelectuais encorajavam os trabalhadores no grupo a relatarem cada aspecto de suas vidas no trabalho.
O Socialismo ou Barbárie era crítico do leninismo, colocando ênfase nos conselhos de trabalhadores e rejeitando a ideia de que a consciência revolucionária teria que ser levada de fora para os trabalhadores. No entanto, não rompeu totalmente com a ideia da necessidade de um partido revolucionário, tendo isso sido foco de constantes polémicas dentro da organização: Castoriadis defendia que Socialismo ou Barbárie deveria desempenhar o papel de partido revolucionário, que deveria liderar e coordenar as lutas operárias; por seu lado, Lefort rejeitava essa ideia, tendo abandonado o grupo durante algum tempo no princípio dos anos 50.
Enquanto alguns membros partiram para formarem outros grupos, aqueles que permaneceram se tornaram mais e mais críticos do marxismo ao longo do tempo. Jean Laplanche, um dos membros-fundadores do grupo, recorda os primeiros dias da organização:
...a atmosfera logo se tornou impossível. Castoriadis exercia hegemonia sobre o jornal (ele escrevia os principais artigos) e sua idéia central em meados dos anos 1950 era a de que uma terceira guerra mundial era inevitável. Isso era muito difícil para outras pessoas no grupo suportarem: continuar nossas vidas, ao mesmo tempo em que pensavam que o mundo seria destruído por uma explosão atômica em alguns anos. Era uma visão apocalíptica.
A Revolução Húngara de 1956 e outros eventos da década de 1950 levou à afluência de mais membros ao grupo. Nessa época, eles propunham o ponto fundamental como
...a necessidade do capitalismo de, por um lado, reduzir os trabalhadores a simples executores de tarefas e, por outro, a sua impossibilidade de continuar funcionando se for bem sucedido nesse ínterim. O capitalismo precisa atingir objetivos mutuamente incompatíveis: a participação e a exclusão do trabalhador na produção - como todos os cidadãos em relação à política.
Isso ficou caracterizado como a distinção entre o dirigeant (dirigente) e o exécutant (executor) em francês. Essa perspectiva permitiu o grupo expandir seu entendimento às novas formas de conflito social que emergiam fora da esfera da produção.
Em 1958 desentendimentos quanto ao papel político do grupo levou à saída de membros importantes. Claude Lefort e Henri Simon deixaram o grupo para formar Informations et Liaison Ouvrières.
Em 1960, o grupo tinha crescido para ao redor de 100 membros e conseguido novas ligações intenacionais, primariamente na emergência de uma organização irmã na Grã-Bretanha chamada Solidarity.
No começo dos anos 1960, disputas dentro do grupo sobre a crescente rejeição do marxismo por Castoriadis levou à saída do grupo ao redor do jornal Pouvoir Ouvrier. O principal jornal Socialisme ou barbarie continuou a ser publicado até a edição final em 1965, depois da qual o grupo permaneceu dormente; e dissolvido (ou "suspendido indefinidamente") em 1967. Uma tentativa de Castoriadis para reviver o grupo durante os eventos de Maio de 1968 fracassou.
A Internacional Situacionista foi associada ao grupo e influenciada através de Guy Debord, que era membro de ambos. O movimento social italiano Autonomia também foi influenciado mas menos diretamente.

## Membros
Lista incompleta
- Daniel Blanchard (como Pierre Canjuers)[17][18]
- Cornelius Castoriadis
- Guy Debord
- Jacques Gautrat (como Daniel Mothé)[17][18]
- Gérard Genette
- Pierre Guillaume
- Alain Guillerm
- Jean Laplanche[17][18]
- Claude Lefort
- Jean-François Lyotard[17][18]
- Albert Maso (como Vega)[17][18]
- Henri Simon[17][18]
- Pierre Souyri[17][18]